# Kindertodtenlieder

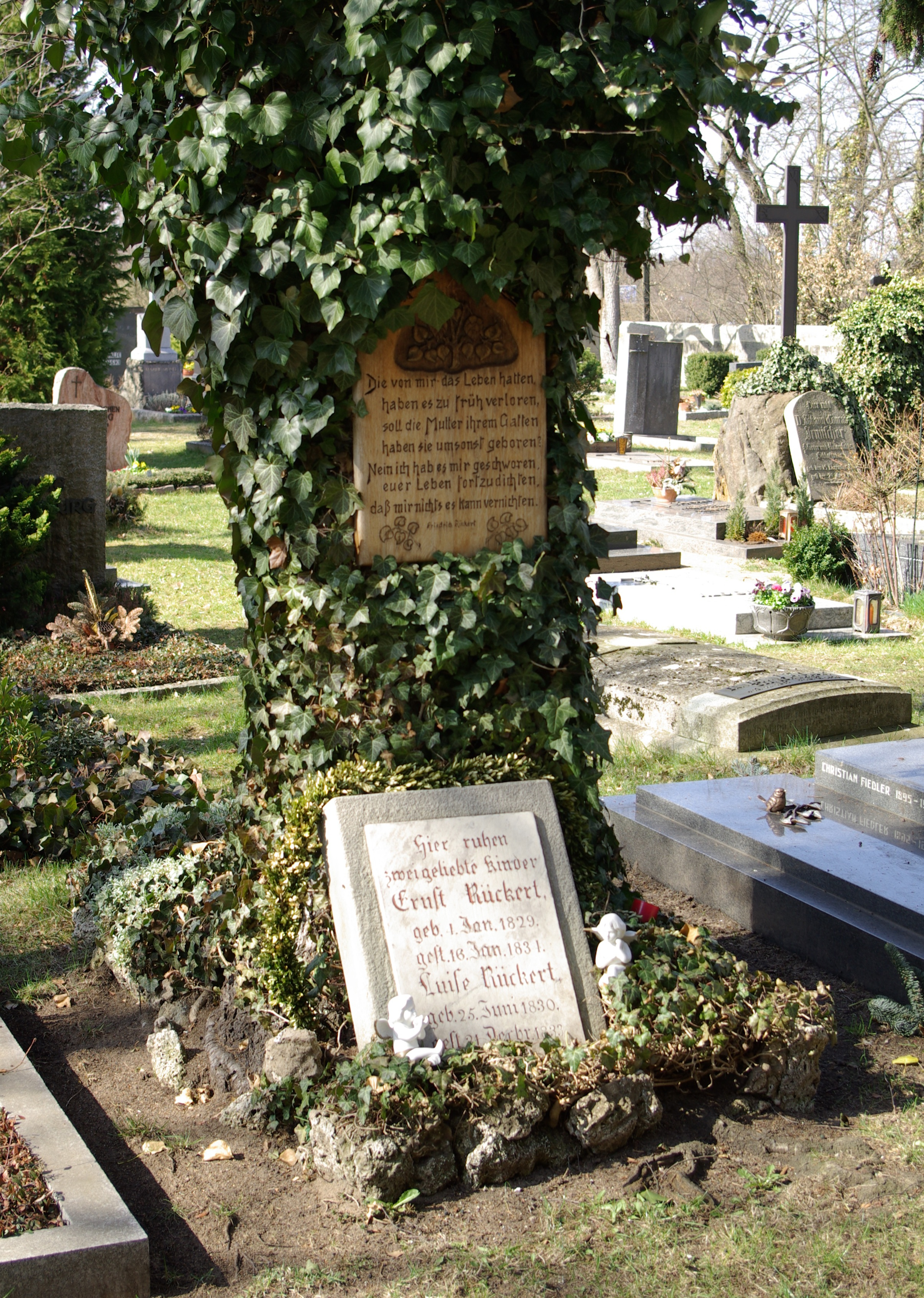
Grab von Ernst und Luise Rückert auf dem Neustädter Friedhof in Erlangen. Auf der Holztafel an der vermutlich zu Lebzeiten Rückerts gepflanzten Birke befindet sich die zweite Strophe des Liedes Immer that ich ihren Willen.

Als Kindertodtenlieder bezeichnete der Dichter Friedrich Rückert die 428 Gedichte, die er unter dem Eindruck des Todes seiner Kinder Luise und Ernst 1833/1834 schrieb.
Die Gedichte erlangten Bekanntheit durch die Vertonung Gustav Mahlers. Der Historiker und Schriftsteller Hans Wollschläger nannte die Kindertodtenlieder „die größte Totenklage der Weltliteratur“.

## Hintergrund
Rückert lebte damals mit seiner Familie in Erlangen, wo er an der Theologischen Fakultät einen Lehrstuhl innehatte. Fünf seiner damaligen sechs Kinder waren im Dezember 1833 an Scharlach erkrankt. Der älteste Sohn Heinrich weilte zu dieser Zeit bei seiner Großmutter in Coburg und blieb verschont. Am 31. Dezember 1833 starb Rückerts seinerzeit einzige Tochter Luise (* 25. Juni 1830), am 16. Januar 1834 sein Sohn Ernst (* 1. Januar 1829). Scharlach war zu jener Zeit medizinisch nicht behandelbar. Die übrigen drei Kinder erholten sich von der Krankheit.

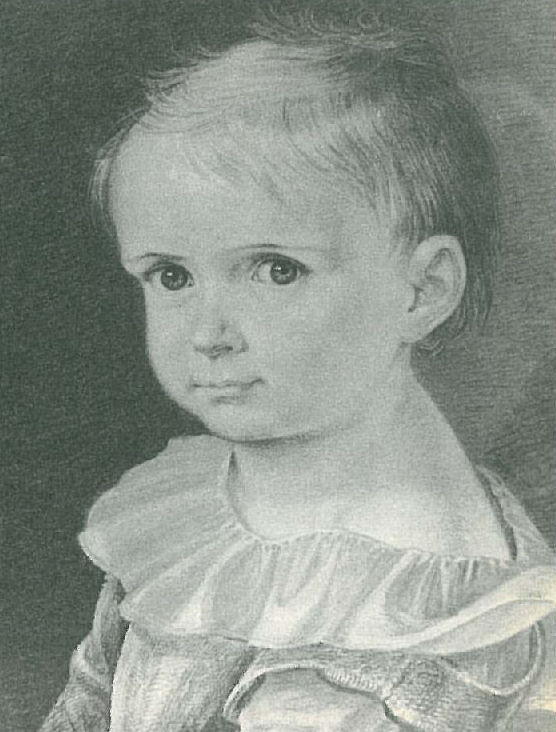
Luise Rückert (gestorben am 31. Dezember 1833)
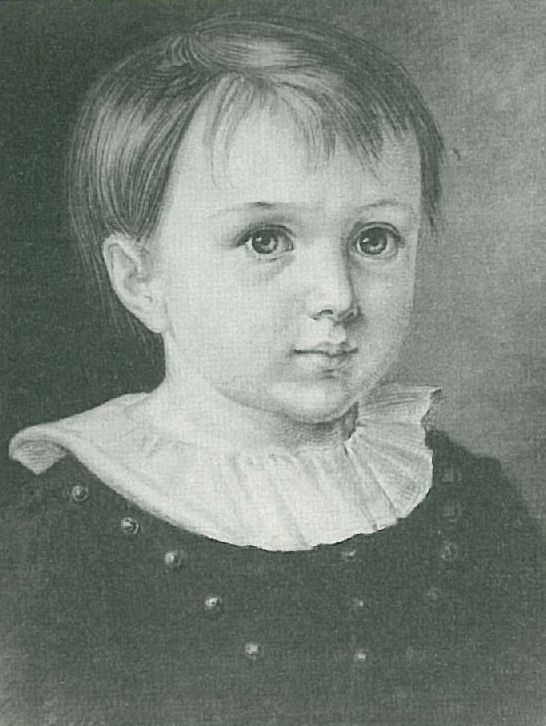
Ernst Rückert (gestorben am 16. Januar 1834)
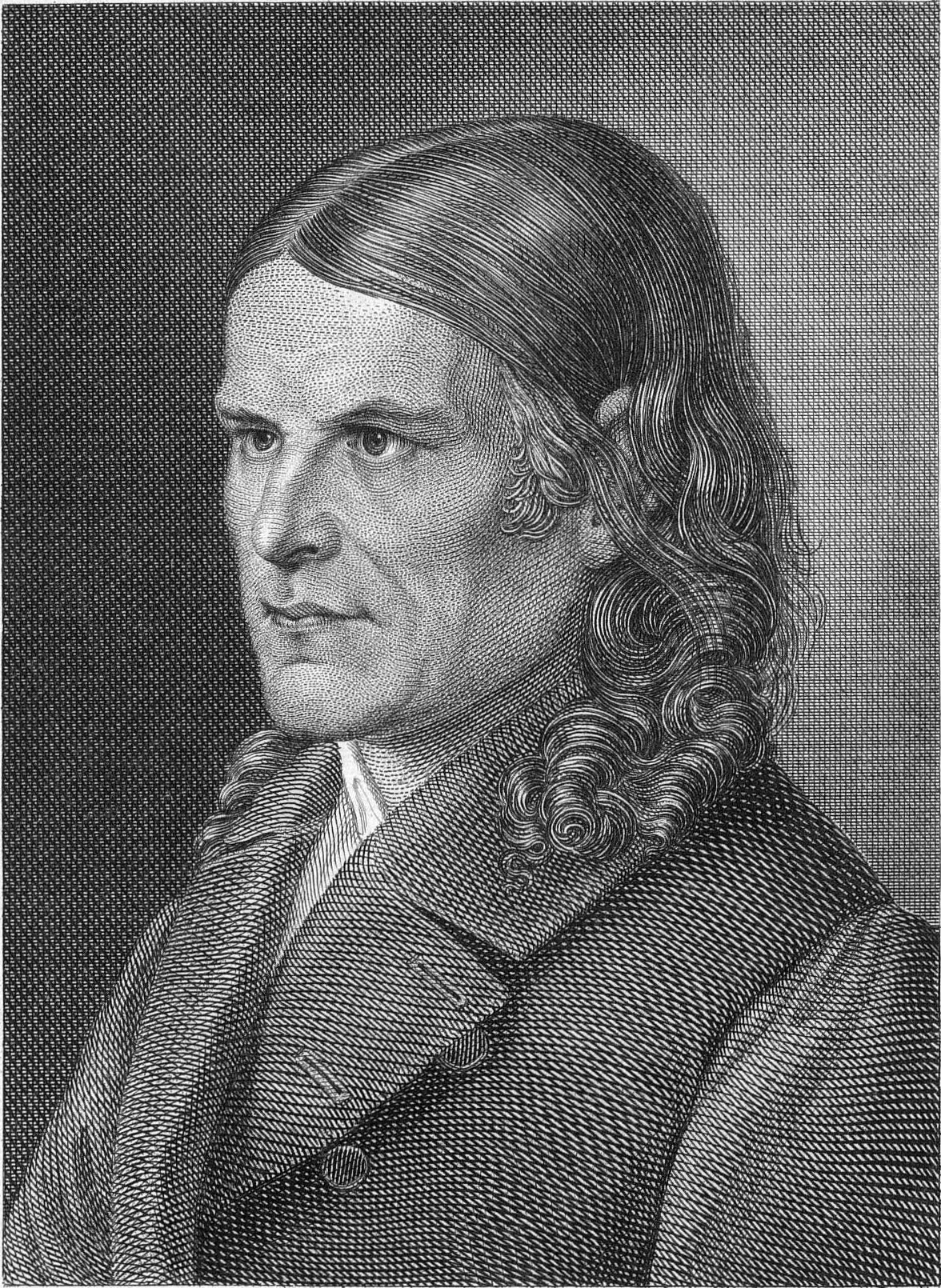
Friedrich Rückert

## Inhalt
Rückert schrieb über 400 „Kindertotenlieder“ im Gedenken an seine „beiden liebsten und schönsten Kinder“, von denen nur wenige zu seinen Lebzeiten gedruckt und eine winzige Auswahl später von Gustav Mahler vertont wurden. Es sind keine Verzweiflungsausbrüche, sondern Seufzer, in denen nach dem Sinn des Schicksals gefragt wird. Annemarie Schimmel ist der Ansicht, dass der Tod dieser beiden Kinder das Ende von Rückerts eigentlich schöpferischer Zeit als Dichter gewesen sei. So sagt er von seiner Tochter Luise
„Sie ist nicht geblieben und hat mir fort genommen mein Wort“, denn er hatte ihr nicht, wie er es versprochen hatte, folgen können.
Die Gedichte sind sehr variabel in Länge (von vier bis zu über 30 Versen), Reimschema und Metrum. Häufig sind orientalisch inspirierte Wiederholungen von Reimen.

### Du bist ein Schatten am Tage
Das kleine Lied „Du bist ein Schatten am Tage“ ist formal mit dem Ghasel verwandt, einer Gedichtform der klassischen persischen Lyrik, die Rückert in die deutsche Literatur einführte.
Die erste Strophe spricht Elemente aus der orientalischen Welt an, wie zum Beispiel das Licht in der Nacht, das Reisenden den Weg weist. Der „Schatten am Tage“ ist ebenfalls ein Bild des Orients: der Platz, der Schutz vor der heißen Sonne bietet, der Kühle und Ruhe verspricht.

Du bist ein Schatten am Tage 

Und in der Nacht ein Licht; 

Du lebst in meiner Klage  

Und stirbst im Herzen nicht. 

Durch das Wort „Zelt“ ist ebenfalls die orientalische Welt angedeutet. Ansonsten wiederholt sich in der dritten und vierten Verszeile der Anfang des ganzen Gedichts.

Wo ich mein Zelt aufschlage, 

Da wohnst du bei mir dicht; 

Du bist mein Schatten am Tage  

Und in der Nacht mein Licht.

Die dritte und vierte Verszeile sind ebenfalls eine Wiederholung, nämlich der zweiten Hälfte der ersten Strophe.

Wo ich auch nach dir frage, 

Find' ich von dir Bericht, 

Du lebst in meiner Klage  

Und stirbst im Herzen nicht.

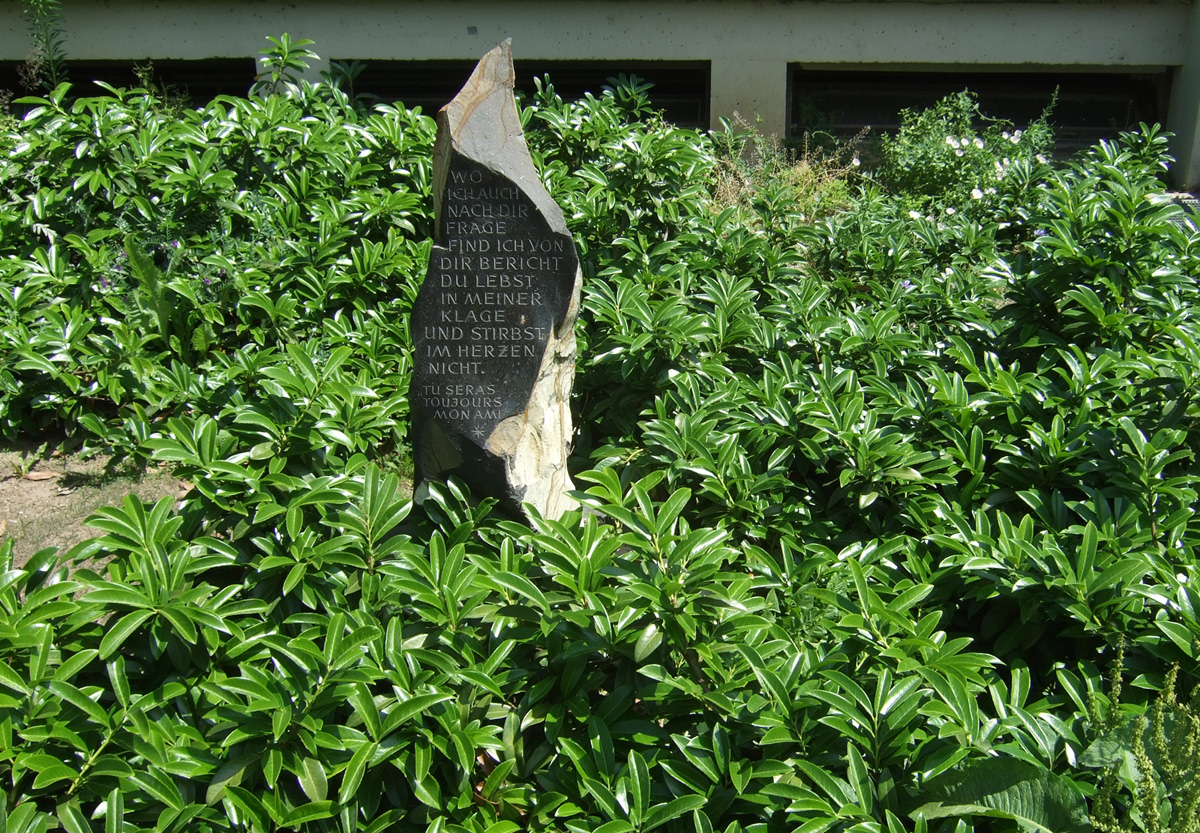
Gedenkstein für Jakob von Metzler mit dem Text der dritten Strophe

Wenn die letzte Strophe die erste zu wiederholen scheint, so hat sich doch der Klang verwandelt, indem aus der Klage Trost wird. In manchen Ausgaben heißt es „Du bist mein Schatten am Tage, / Und in der Nacht mein Licht“.

Du bist ein Schatten am Tage, 

Doch in der Nacht ein Licht; 

Du lebst in meiner Klage  

Und stirbst im Herzen nicht.

### Laßt im Grünen mich liegen
Von diesem bekannten Gedicht sei hier nur die erste von zwölf Strophen zitiert, deren Schlussvers jedes Mal „Unter Blumen und Klee!“ lautet. Das Gartenmotiv, das Leben (und Sterben) unter Blumen blieb für Rückert immer ein zentrales Motiv. So heißt es in dem von Carl Loewe vertonten Gedicht „Kleiner Haushalt“: „Und wenn sie uns werfen vom Wagen herab, / So finden wir unter Blumen ein Grab“

Laßt im Grünen mich liegen 

Unter Blumen und Klee, 

Unter Blumen mich schmiegen, 

Unter Blumen und Klee!

### Wie schön die Blumen blühn
Auch hier zeigt sich die orientalisch inspirierte Wiederholung von Reimen. So endet im Gedicht in jeder der fünf Strophen der erste Vers auf „-blühn“, der dritte mit dem Wort „Rose“ und der vierte mit „Moose“, nur im jeweils zweiten Vers reimen sich verschiedene Worte auf „grün“ und „sprühn“.

Wie schön die Blumen blühn 

Im Garten frisch und grün, 

Schöner kein' als die Rose, 

Die sich kränzet mit Moose.

## Ausgabe
- Friedrich Rückert: Kindertodtenlieder. Mit einer Einleitung neu herausgegeben von Hans Wollschläger. Verlegt bei Greno, Nördlingen 1988. ISBN 3-89190-442-8.
- Friedrich Rückert: Kindertodtenlieder. und andere Texte des Jahres 1834 Historisch-kritische Ausgabe, herausgegeben von Hans Wollschläger und Rudolf Kreutner. Wallstein-Verlag, Göttingen 2007. ISBN 3-83530-070-9.